# 汪之力
汪之力（1913年12月—2010年12月26日）曾用名汪湘阳、汪之的，奉天省法库县人，中国共产党及中国科学院官员。

## 生平
汪之力生于法库县的农民家庭。1936年加入中国共产党，在北平进行抗日救亡活动。抗日战争爆发后，历任国民抗日军军委会秘书长兼政治部主任，晋察冀军区第五支队政治部主任，晋察冀第二军分区政治部副主任、主任等职。
抗日战争胜利后，历任辽宁及沈阳中苏友好协会秘书长、副委员长，中共沈阳市委委员，本溪县委书记、中国人民解放军本溪市军事管制委员会主任，中共本溪市委书记、中共辽东省委办公室副主任等职。
中华人民共和国成立后，1950年5月，汪之力参加创建东北工学院的工作。1956年成立建筑工程部建筑科学研究院并任院长兼党委书记。1977年，调任中国科学院计算技术研究所所长兼党委副书记，1979年任中国科学院力学研究所党委第一书记。他还任中国建筑学会名誉理事、中国风景园林学会顾问、中国圆明园学会副会长。
2010年12月26日，汪之力在北京逝世，享年98岁。